# Physalaemus moreirae
Physalaemus moreirae är en groddjursart som först beskrevs av Miranda-Ribeiro 1937.  Physalaemus moreirae ingår i släktet Physalaemus och familjen Leiuperidae. IUCN kategoriserar arten globalt som otillräckligt studerad. Inga underarter finns listade i Catalogue of Life.